# Spirobolellus pulcher
Spirobolellus pulcher är en mångfotingart som först beskrevs av Carl Oscar von Porat.  Spirobolellus pulcher ingår i släktet Spirobolellus och familjen slitsdubbelfotingar. Inga underarter finns listade i Catalogue of Life.